# Radykalne Zgromadzenie Narodowe
Radykalne Zgromadzenie Narodowe (RIZ.E.S.) (gr. Ριζοσπαστικός Εθνικός Συναγερμός (ΡΙΖ.Ε.Σ.), ang. Radical National Rally) – niewielka partia prawicowo-konserwatywna założona 8 stycznia 2015 roku przez Wasiliosa Kapernarosa.
Deklaracja założycielska partii została podpisana przez 213 osób, w tym emerytowanych wojskowych ze wszystkich trzech części składowych greckich sił zbrojnych oraz emerytowanych funkcjonariuszy sił bezpieczeństwa.
Początkowo w skład partii miał wchodzić m.in. były sekretarz generalny Taki Baltakou, jednak z powodu wewnętrznych nieporozumień w kadrze kierowniczej nie uczestniczy w partii.

## Założenia deklaracji założycielskiej
- Dokonuj stanowczą konfrontację ze sprawami narodowymi, bez ustąpienia i tylko w świetle interesu narodowego.
- Przerwij każdą relację uzależniającą od zagranicznych pożyczkodawców i połóż kres zniewadze Grecji, żeby przywrócić suwerenność narodową naszego kraju oraz dumę naszym rodakom.
- Doprowadź do tego, aby dług był możliwy do kontrolowania, oraz do zawieszenia jego spłaty aż do osiągnięcia stopy wzrostu gospodarczego, który umożliwi czynną redukcję bezrobocia.
- Przerwać okrutne i mściwe opodatkowywanie naszego narodu oraz natychmiast przerwać upokarzające nabywanie własności publicznej w celu spłaty długu.
- Przypisać winę tym, którzy przyczynili się do katastrofy gospodarczej i związanej z nią okupacji naszego kraju, nie wskazywać na związaną z nią rolę międzynarodowych instytucji i organizacji zadłużających kraje.
- Czynnie zwalczać nielegalną imigrację i dokonywać przeglądu związanych z nią umów międzynarodowych, aby zapobiec deformacji struktury demograficznej, wyobcowaniu kulturowemu i dechrystianizacji naszego kraju.
- Nadać priorytetowe znaczenie problemom demograficznych i organizować edukację narodową opartą na greckiej tradycji oraz prawosławiu, aby zapobiec upadkowi moralnemu naszego społeczeństwa.
- Dokonać uniezależnienia sprawiedliwości, bez głowy politycznej, aby podział władz był bezwzględny, a demokracja ugruntowana.
- Przywrócić morale i prestiż oraz jakość i wystarczalność nowoczesnego wyposażenia oraz liczebności Sił Zbrojnych i Służb Bezpieczeństwa pomimo przeciwnych żądań Troiki.
- Znieść sprzeczne z naszymi tradycjami „antyrasistowskie” przepisy prawa, aby zachęcać i wspomagać Grecki Kościół Prawosławny, Patriarchat, Athos oraz Klasztor Świętej Katarzyny w czynnościach charytatywnych i duchowych.

## Komitet Wykonawczy
- Spiros Asimakopulos, zdemobilizowany generał dywizji ELAS, Prezydent Stowarzyszenia Emerytowanych Policjantów Ateńskich
- Panajotis Efstathiou, zdemobilizowany admirał Polemiko Naftiko, Honorowy Dowódca Floty
- Teodor Rentzeperi, zdemobilizowany admirał, Honorowy Dowódca Greckiej Straży Przybrzeżnej
- Atanasios Santikos, zdemobilizowany generał broni Greckich Sił Powietrznych

## Symbol
Symbolem partii jest starożytna grecka kolumna w kolorze niebieskim. Obok niej znajduje się emblemat partii (ΡΙΖ.Ε.Σ.).